# Rietumu-Delfin/Saison 2012
Dieser Artikel listet Erfolge und Fahrer des Radsportteams Rietumu-Delfin in der Saison 2012 auf.

## Erfolge in der UCI Africa Tour
In den Rennen der Saison 2012 der UCI Africa Tour gelangen die nachstehenden Erfolge.
| Datum       | Rennen                                              | Kat. | Fahrer          |
| ----------- | --------------------------------------------------- | ---- | --------------- |
| 17. Februar | Les Challenges de la Marche Verte - GP Oued Eddahab | 1.2  | Andris Smirnovs |

## Mannschaft
| Name                         | Geburtstag         | Nationalität | Team 2011                       |
| ---------------------------- | ------------------ | ------------ | ------------------------------- |
| Armands Bēcis                | 16. Januar 1991    | Lettland     | Neoprofi                        |
| Indulis Bekmanis             | 21. Februar 1989   | Lettland     | Vélo-Club La Pomme Marseille    |
| Ernests Benhens              | 21. November 1990  | Lettland     | Neoprofi                        |
| Emīls Liepiņš                | 29. Oktober 1992   | Lettland     | Alpha Baltic-Unitymarathons.com |
| Allan Oras                   | 20. Dezember 1975  | Estland      | Neoprofi                        |
| Ivars Prokofjevs             | 7. Februar 1991    | Lettland     | Neoprofi                        |
| Peeter Pruus (ab 16. August) | 16. Juli 1989      | Estland      | Neoprofi                        |
| Reijo Puhm                   | 2. Februar 1990    | Estland      | Neoprofi                        |
| Artis Pujats                 | 22. September 1991 | Lettland     | Neoprofi                        |
| Kaspars Sergis               | 12. Juni 1992      | Lettland     | Neoprofi                        |
| Andris Smirnovs              | 6. Februar 1990    | Lettland     | Neoprofi                        |
| Dimitrijs Sorokins           | 6. Juni 1982       | Lettland     | Neoprofi                        |
| Andris Vosekalns             | 26. Juni 1992      | Lettland     | Alpha Baltic-Unitymarathons.com |